# Чомаев, Юрий Срапилович
Юрий Срапилович Чомаев (1956 — 15 января 2020) — российский тренер по самбо и дзюдо, Заслуженный тренер Карачаево-Черкесии, Заслуженный тренер России по самбо и дзюдо. Работал тренером в спорт зале при доме культуры аула Новая Джегута.

## Известные воспитанники
Больше 60 воспитанников Чомаева выполнили норматив мастера спорта России. Одни из самых известных его воспитанников:
Лайпанов, Борис Мухтарович (1981) — российский дзюдоист, серебряный призёр чемпионата России 2002 года, чемпион мира 2008 года по борьбе на поясах.
Байчоров, Пилял Ибрагимович (1971) — призёр чемпионата России по дзюдо, чемпион и призёр чемпионатов России по самбо, призёр чемпионата мира по самбо.
Малсуйгенов, Рамазан Исламович (1994) — призёр чемпионатов России по дзюдо, мастер спорта России.